# Temen (fill d'Aristòmac)
Temen (en grec antic: Τήμενος, Témenos), d'acord amb la mitologia grega, va ser un heroi grec, fill d'Aristòmac, un dels heraclides, per ser besnet d'Hil·los, el fill d'Hèracles i Deianira. Una altra tradició el feia net d'Hil·los i fill de Cleodeu, que en la versió anterior era el seu avi.
Juntament amb els seus germans Aristodem i Cresfontes, els va ser concedit conquerir el Peloponès i, un cop assolit, li correspongué el tron de l'Argòlida. Temen va demanar a Ergieu, descendent de Diomedes, i a Lèagre que robessin el Pal·ladi que Diomedes havia portat a Argos, i així va privar a la ciutat de la seva protecció. Més tard, l'estàtua va ser portada a Esparta.
Nomenà corregent el seu gendre Deifontes, casat amb la seua filla Hirneto. Per això, els seus mateixos fills, Falces, Cerines i Agreu, temorosos de perdre l'herència, el van voler assassinar quan es banyava sol al riu. Però no va morir immediatament: va tenir temps de desheretar els seus fills i de donar el reialme a Deifontes.
Un dels seus fills, Arquelau, expulsat d'Argos pels seus germans, va anar a Macedònia. Va ser un avantpassat d'Alexandre el Gran.